# 錦町 (宮崎市)
錦町（にしきまち）とは、宮崎県宮崎市内の地名。中央東地域自治区に属している。郵便番号は880-0811。住居表示実施地域。

## 地理
宮崎市の中南部、宮崎駅高千穂口（西口）に位置する。宮崎市街地の中心部の一角をなし、商業施設やマンションが立地する。
北方を錦本町、下原町、東方を宮崎駅東、南方を老松2丁目、西方を丸島町、高千穂通2丁目、広島2丁目と接する。

## 世帯数と人口
2023年（令和5年）7月1日現在の世帯数と人口は以下の通りである。
| 町丁 | 世帯数  | 人口  |
| ---- | ------- | ----- |
| 錦町 | 308世帯 | 518人 |

## 小・中学校の学区
市立小・中学校に通う場合、学区は以下の通りとなる。
| 町名 | 小学校             | 中学校               |
| ---- | ------------------ | -------------------- |
| 錦町 | 宮崎市立江平小学校 | 宮崎市立宮崎東中学校 |

## 交通

### 鉄道
JR日豊本線が通過し、区域内に宮崎駅がある。

### バス
宮交グループの運営するバスが営業している。宮崎駅バスセンターを設置し、高速バス等が停車する。

### 道路
- 宮崎県道25号宮崎停車場線
- 宮崎県道341号宮崎港宮崎停車場線

## 施設
- 宮崎駅
- アミュプラザみやざき
- JR九州ホテル宮崎
- 宮崎県警察鉄道警察隊
- 宮崎北警察署宮崎駅前交番